# Diplazon fechteri
Diplazon fechteri är en stekelart som beskrevs av Diller 1986. Diplazon fechteri ingår i släktet Diplazon och familjen brokparasitsteklar. Inga underarter finns listade i Catalogue of Life.